# Dialetto sercquiais
Il sercquiais (in sercquiais: serkyee, in lingua francese: sèrtchais) è un dialetto della lingua normanna parlato nell'Isola del canale di Sark.
È definita lingua Patois, lingua regionale della Francia.
Il Sercquiais è di fatto un diretto discendente del Jèrriais che era la lingua parlata dai coloni, circa 40 famiglie che, provenienti da Saint Ouen, una delle parrocchie dell'isola di Jersey, furono inviate nel XVI secolo ad abitare l'isola.
È una lingua in drastico declino, parlato in particolare dalle persone anziane. A partire dal 2022, Sercquiais aveva tre parlanti nativi. Il linguista ceco Martin Neudörfl ha cercato di preservare la lingua insegnandola ai bambini. Ha anche condotto molti test e creato centinaia di ore di registrazioni, in modo che l'audio della pronuncia e del ritmo, ovvero il modo in cui suona la lingua, venga preservato. Dal 2019, la lingua è stata insegnata nelle scuole.
Sebbene influenzato in maniera pesante da anglicismi, la fonologia svela le origini dell'antico Jèrriais, mostrando un certo grado di parentela anche con l' Auregnais. Il Sercquiais non presenta la Fricativa dentale sonora, caratteristica distintiva della lingua parlata a Saint Ouen.